# Batalla de los Arenques
La batalla de los Arenques, conocida también como batalla de Rouvray, fue un enfrentamiento armado enmarcado en el sitio de Orleans, parte fundamental del prolongado conflicto conocido como guerra de los Cien Años. En la Batalla de los Arenques, una enorme fuerza francesa intentó capturar un convoy de suministros inglés. A pesar de la gran superioridad numérica, la ofensiva fue rechazada y puesta en fuga. El extraño nombre de la batalla se debe al contenido del convoy atacado: una gran carga de arenque seco para alimentar a las tropas que sitiaban Orleans. Este convoy de suministros estaba escoltado por una fuerza inglesa al mando de Sir John Fastolf y había sido equipado en París, Francia, en donde había partido algún tiempo antes.

## Aproximación de ambos ejércitos
El 11 de febrero de 1429, el convoy llegaba a la pequeña aldea de Rouvray, al norte de Janville, donde acampó para pasar la noche. Por la mañana, los observadores avanzados franceses avisaron a sus jefes de la ubicación de los ingleses.
Formado por 300 carretas cargadas de arenques se detiene a hacer noche en la pequeña aldea de Rouvray. Este convoy había salido de París escoltado por unos 500 arqueros, 1000 hombres de armas y un número insignificante de caballeros y su destino era, como no podía ser de otra manera, Orleans.
La vanguardia francesa apareció frente a los ingleses desde el sudoeste. Falstolf detuvo el convoy a 
ros al sur des en la circunferencia formada por los carros: sabiendo que los enemigos lo superaban en una proporción de 3 a 1, el comandante inglés defendió cada entrada al círculo con grandes grupos de arqueros y estacas aguzadas. Esta última práctica ya había dado a los ingleses soberbios resultados en Agincourt, demostrando ser completamente impenetrable para las cargas de caballería.

## Comienza el combate
Cabalgando a la cabeza de sus columnas, Clermont hizo detener a sus propios carros de transporte y descargar sus culebrinas y algunos cañones de pequeño calibre. Ordenó que sus tropas permanecieran montadas, con excepción de los artilleros y los ballesteros. Hecho esto, mandó abrir fuego contra los carros enemigos.
De tal modo, y de manera inusual para la guerra de los Cien Años, la batalla de los Arenques comenzó con un fuego de ablande de artillería en lugar de abrirse con ataques de los arqueros. 
Esto supuso un peligroso problema para los ingleses, ya que el fuego de cañón, aunque de lenta cadencia, podía ser devastador, y el inteligente francés disparaba desde una distancia que estaba fuera del alcance de los longbows. Una carga de los caballeros ingleses montados parecía desaconsejable (debido a la desproporción numérica), ya que en la primera línea enemiga se encontraban los duros y aguerridos guerreros escoceses, aliados del ejército francés.
La suerte del convoy de suministros parecía estar sellada.

## Desobediencia y catástrofe
Sin embargo, providencialmente, un grave error de los enemigos vino en ayuda de Falstolf: a pesar de que Clermont le había estado enviando mensaje tras mensaje prohibiéndole atacar, el comandante de los caballeros escoceses, condestable John Stewart de Darnley, decidió desobedecer las órdenes: hizo apear a sus caballeros y, sin consultar con su superior, les ordenó avanzar a paso de carga contra los carromatos estacionados de los ingleses.
Ante esto, el asombrado Clermont se vio obligado a suspender el ataque de artillería, porque los escoceses se habían puesto en medio de la línea de fuego.
Como había sido y seguiría siendo una constante en el prolongado conflicto, ni bien los escoceses entraron en la distancia de alcance efectivo de los arqueros ingleses, estos cubrieron el cielo con nubes de flechas y efectuaron una espantosa matanza entre los arriesgados hombres de Stewart.
Viendo caer a sus aliados, Clermont tuvo que tomar una decisión heroica. Lanzó a su caballería en un ataque frontal, que corrió el mismo destino que sus antecesoras en Crecy y Agincourt: fue rechazada con enormes bajas.

## Masacre final
Mientras las tropas francesas se retiraban en desorden, dejando el campo de batalla cubierto de muertos y heridos, el comandante inglés envió a sus pocos caballeros montados en persecución del enemigo. En escasos minutos, el orgulloso ejército real francés que se suponía debía liberar a Orleans se convirtió en una desorganizada masa de soldados en fuga y fue completamente destruido.
Entre las bajas se contaron el propio Clermont, víctima de una grave herida, y Stewart, muerto en el ataque escocés junto con la enorme mayoría de sus hombres. Clermont debió abandonar el campo de batalla en camilla y fue evacuado al campamento de Blois.
También resultó herido Juan de Dunois (conocido como "el Bastardo de Orleans") quien salvó su vida por milagro y que jugaría más tarde, junto a Juana de Arco, un papel fundamental en el levantamiento del sitio de Orleans.

## Consecuencias
La batalla de los Arenques fue el mayor combate llevado a cabo entre el establecimiento del sitio de Orleans (octubre de 1428) y la salida a escena de Juana de Arco (mayo de 1429).
La grave derrota de Los Arenques tuvo un inmediato y devastador efecto sobre la moral de las tropas francesas. Hizo desaparecer la confianza de los sitiados de Orleans y afianzó un oscuro sentimiento de que todo lo que se intentara hacer sería inútil y de que la guerra estaba ya perdida. Fue el colmo de la vergüenza para Carlos VII de Francia y la desesperación para toda la población de la región.
Los ingleses, aunque victoriosos, pasaron hambre en las semanas siguientes, porque la inmensa mayoría de los toneles de arenques fueron destruidos por la artillería francesa.
Esta batalla, como las otras mencionadas, demostró la enorme diferencia entre el ejército inglés (profesional, disciplinado, bien equipado y conducido por jefes competentes) en relación con su similar francés, desorganizado e inclinado a la acción inconsulta e individual.
A la pregunta de qué hubiese sucedido si Clermont hubiese podido continuar con su acción de artillería sin ser interrumpido por el avance de Stewart, se puede responder que en 1450 su hijo, atacando metódicamente y sin pausas con la artillería, alcanzó la victoria en la importante batalla de Formigny.
Finalmente, el combate parece haber tenido una importancia fundamental en otro aspecto: el mismo día de la batalla (12 de febrero de 1429), Juana de Arco se entrevistaba en Vaucouleurs con Roberto de Baudricourt para solicitarle fondos, hombres y suministros para llegar con seguridad a Chinon.
Los cronistas de la época afirman que Juana informó a Roberto que "las armas del Delfín habían sufrido un gran revés cerca de Orleans" (obsérvese que ella no tenía modo de saberlo). Baudricourt, poco inclinado a ayudar a la Doncella, se negó a entregarle lo pedido. Sin embargo, varios días más tarde recibió por los canales oficiales la noticia de la derrota de Los Arenques. Entonces, impresionado, mandó llamar a Juana, le entregó lo solicitado y la animó a apurarse hacia Chinon para unir sus fuerzas con las que le quedaban al Delfín.
La Doncella de Orleans, fuertemente equipada, abandonó Vaucouleurs con su ejército el 23 de febrero, en una marcha que tendría una importancia capital en el levantamiento del prolongado sitio de Orleans.